# Blessed are the Sick
Blessed are the Sick es el segundo álbum de la banda de death metal Morbid Angel. Cuenta con un sonido más lento y groovy, e incluye influencias de música clásica, (Trey Azagthoth le dedica este álbum a Mozart). Las canciones 8, 9, 10 y 12 son canciones regrabadas, incluyendo material del demo no oficial de 1986, Abominations of Desolation.
La imagen de la portada es "Les Tresors de Satan" de Jean Delville (1867-1952).

## Lista de canciones
| N.º | Título                                  | Música                   | Duración |  |
| 1.  | «Intro»                                 | Trey Azagthoth           | 1:27     |  |
| 2.  | «Fall from Grace»                       | Azagthoth, David Vincent | 5:13     |  |
| 3.  | «Brainstorm»                            | Azagthoth, Vincent       | 2:34     |  |
| 4.  | «Rebel Lands»                           | Azagthoth, Vincent       | 2:41     |  |
| 5.  | «Doomsday Celebration»                  | Azagthoth                | 1:49     |  |
| 6.  | «Day of Suffering»                      | Azagthoth, Vincent       | 1:54     |  |
| 7.  | «Blessed Are the Sick/Leading the Rats» | Azagthoth, Vincent       | 4:47     |  |
| 8.  | «Thy Kingdom Come»                      | Azagthoth, Vincent       | 3:24     |  |
| 9.  | «Unholy Blasphemies»                    | Azagthoth                | 2:10     |  |
| 10. | «Abominations»                          | Azagthoth, Vincent       | 4:27     |  |
| 11. | «Desolate Ways»                         | Richard Brunelle         | 1:40     |  |
| 12. | «The Ancient Ones»                      | Azagthoth, Vincent       | 5:53     |  |
| 13. | «In Remembrance»                        | Azagthoth                | 1:25     |  |

## Créditos
- David Vincent - bajo, voz
- Trey Azagthoth - guitarra, teclado
- Richard Brunelle - guitarra
- Pete Sandoval - batería